# فينتسيسلاف فاسيليف
فينتسيسلاف فاسيليف (بالبلغارية: Венцислав Василев)‏ هو لاعب كرة قدم بلغاري في مركز الدفاع، ولد في 8 يوليو 1988 في برنيك في بلغاريا. شارك مع منتخب بلغاريا تحت 21 سنة لكرة القدم ومنتخب بلغاريا لكرة القدم. أما مع النوادي، فقد لعب مع أريس ليماسول وسسكا صوفيا ونادي بيروي ستارا زاغورا.

## وصلات خارجية
- فينتسيسلاف فاسيليف على موقع قاعدة بيانات كرة القدم.إي يو (الإنجليزية)
- فينتسيسلاف فاسيليف على موقع ناشيونال فوتبول تيمز (الإنجليزية)
- فينتسيسلاف فاسيليف على موقع Soccerway.com (الإنجليزية)